# Misja pułkownika Sharpe’a
Misja pułkownika Sharpe’a (Sharpe's Challenge) – brytyjski film przygodowy z roku 2006. Scenariusz powstał na podstawie cyklu powieści Bernarda Cornwella o Richardzie Sharpe.

## Fabuła
Kilka lat po zakończeniu wojen z Napoleonem, prowadzący spokojne, wiejskie życie pułkownik Richard Sharpe otrzymuje zadanie odnalezienia zaginionego w Indiach agenta - swojego przyjaciela sierżanta Patricka Harpera.

## Obsada
- Sean Bean – Richard Sharpe
- Daragh O’Malley – Patrick Harper
- Toby Stephens – William Dodd
- Padma Lakshmi – Madhuvanthi
- Lucy Brown – Celia Burroughs
- Peter Symonds – generał Burroughs
- Michael Cochrane – generał Sir Henry Simmerson
- Graham McTavish – pułkownik Hector McRae
- Lex Shrapnel – kapitan Lawrence
- Nicholas Blane – major Crosby